# Gordon Willey
Gordon Randolph Willey (ur. 7 marca 1913 w Chariton, zm. 28 kwietnia 2002 w Cambridge) – amerykański archeolog, pionier archeologicznych studiów osadniczych, które zapoczątkował badaniami w Virú Valley w Peru. 

## Życiorys
Urodził się w Chariton, w stanie Iowa. W wieku dwunastu lat wraz z rodziną przeniósł się do Kalifornii, gdzie ukończył szkołę średnią w Long Beach. Po ukończeniu studiów na Uniwersytecie Arizony, Willey przeniósł się do Macon w stanie Georgia, gdzie prowadził wiele prac badawczych. Tytuł doktorski uzyskał w 1942 na Uniwersytecie Columbia. 
Pracował jako antropolog kulturowy w Smithsonian Institution w Waszyngtonie, a w latach 1950–1987 wykładał na Uniwersytecie Harvarda. Kierował ekspedycjami archeologicznymi w Peru, Panamie, Nikaragui i Hondurasie.

## Ważniejsze publikacje
- Prehistoric settlement patterns in the Virú Valley, Perú, 1953
- Prehistoric settlement patterns in the New World, 1956
- Method and theory in American archaeology, 1958
- An introduction to American archaeology, 1967
- The artifacts of Altar de Sacrificios, 1972
- Archaeological researches in retrospect, 1974
- A history of American archaeology, 1974
- Essays in Maya archaeology, 1987
- New world archaeology and culture history : collected essays and articles, 1990